# Katthamra

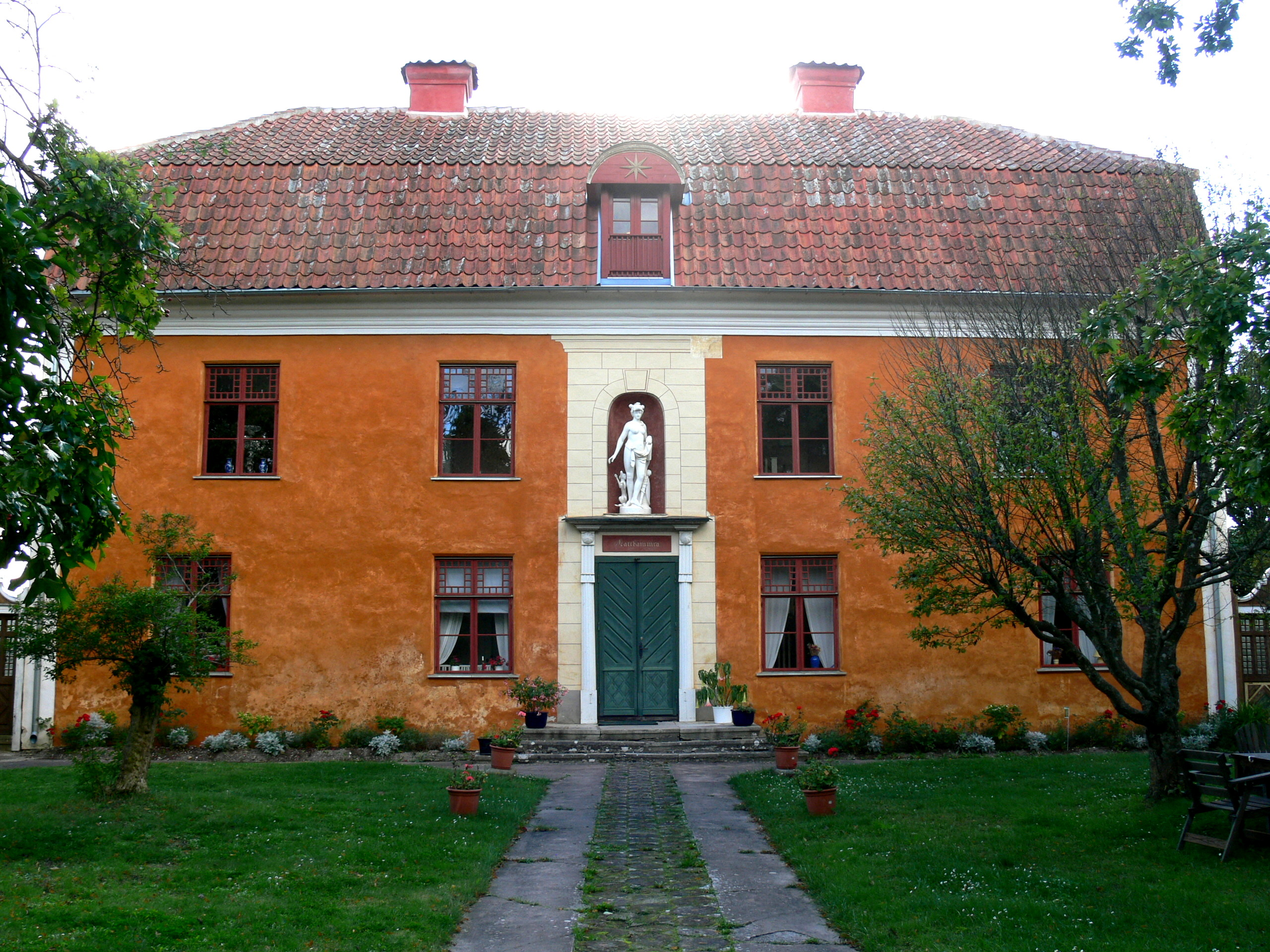
Katthamra gård.

Katthamra är en herrgård i Katthammarsvik i Östergarns socken på östra Gotland. Huvudbyggnaden har genomgått ett flertal ombyggnader men är ett fint exempel på 1800-talets högreståndsboende med magnifika väggmålningar. Gården har på senare tid genomgått en genomgripande renovering. Sex byggnader har fått nya tak och tre har ställts i ordning för uthyrning.
Delar av byggnaderna härstammar från medeltiden. Den förste kände ägaren var Peder Fleming, som köpte gården 1652. I slutet av 1700-talet förvärvades Katthamra av Jacob Dubbe. Han var känd för sin hänsynslöshet. I början av 1800-talet såldes gården till hans svåger Axel Hägg, vars ättlingar ägde gården i 150 år. Mest kända var arkitekten och etsaren Axel Herman Hägg och hans bror amiral Jacob Hägg, en av Sveriges skickligaste marinmålare och initiativtagare till Sjöhistoriska museet i Stockholm.
1997 köptes Katthamra av Jakob och Lotta Gustafson. Mangårdsbyggnaden är numera bostad åt familjen.